# 116-й окремий стрілецький полк (РФ)
116-й окремий стрілецький полк — незаконне збройне формування 1-го армійського корпусу ДНР.

## Історія
Формування спочатку створено як 113-й стрілецький полк мобілізаційного резерву 1 АК у лютому 2022 року, незадовго до початку повномасштабного вторгнення Росії в Україну. Полк був укомплектований мобілізованими мешканцями окупованої Донеччини. Після чого полк був перекинутий у Херсонську область, де перебував у населених пунктах Антонівка, Камишанка, Томіна та Широка Балка, Олександрівка, Чкалове, Давидів Брід, Білогірка та Садок. Потім полк розташовувався у населених пунктах Донецької області: Ялті, Рівнополі, Нижніх дачах, Микільському, Керменчику та Старомлинівці.
24 січня 2023 полк переформований в 116-й окремий стрілецький полк і офіційно увійшов до складу Збройних сил Російської Федерації.